# Оболочка (строительная механика)
В сопротивлении материалов оболо́чка — геометрическая форма тела, у которого один из размеров значительно меньше двух остальных.
В настоящее время общая теория оболочек выделяется в особый раздел строительной механики.

## Типы оболочек
Срединной поверхностью оболочки называют геометрическое место точек, равноудалённых от обеих ограничивающих оболочку поверхностей. В случае, если срединная поверхность оболочки представляет собой часть сферы, цилиндра или конуса, то говорят соответственно о сферической, цилиндрической или конической оболочках. Пластиной называют оболочку, срединная поверхность которой является плоскостью.
Толщина оболочки может быть различной в различных её точках, однако на практике, как правило, применяются оболочки постоянной толщины.
Оболочки, срединная поверхность которых является поверхностью вращения, называют осесимметричными.
Наиболее просто расчёт оболочек может быть произведён в случаях, когда изгиб оболочки отсутствует и, соответственно, возникающие в ней напряжения постоянны по толщине. На основе этих упрощений строится безмоментная теория оболочек, позволяющая достигать удовлетворительной точности для оболочек, не имеющих зон с резкими переходами, жёсткими защемлениями, загруженных сосредоточенными силами или моментами, либо для областей оболочек, достаточно удалённых от таких зон. Точность произведённых по этой теории расчётов возрастает по мере уменьшения толщины оболочки.